# Mauella
Mauella és un poble de l'Horta i des del 1891, un enclavament annexat del terme de València, part del districte dels Poblats del Nord.
Limita pel nord amb el municipi de Museros, a l'est amb Albuixec, a l'oest amb Albalat dels Sorells i al sud amb Foios, amb la qual cosa és un enclavament del terme municipal de València enmig de l'Horta Nord. Té una localització i situació semblant a un altre poble pertanyent al districte i situat tot just al sud, Teuladella. De fet, freqüentment es refereix a ambdues conjuntament: Mauella i Teuladella. Va ser un poble independent fins a 1891, moment en què va ser annexionat a València.
El poble es conforma principalment de la plaça, al nord de la qual hi ha l'església, i les cases que l'envolten. Hi ha dos carrers o carreteres locals, un que recorre el Barri del Forn (Albuixec) en direcció oest-est, i l'altre que connecta amb la carretera d'Albalat dels Sorells a la mar, que és més curt i corre del nord al sud. El conjunt del poble és destacable per l'absència de cap finca o nova construcció, i el gran valor arquitectònic d'un conjunt de cases de poble tradicionals i típicament de l'Horta, a més d'alguna barraca.

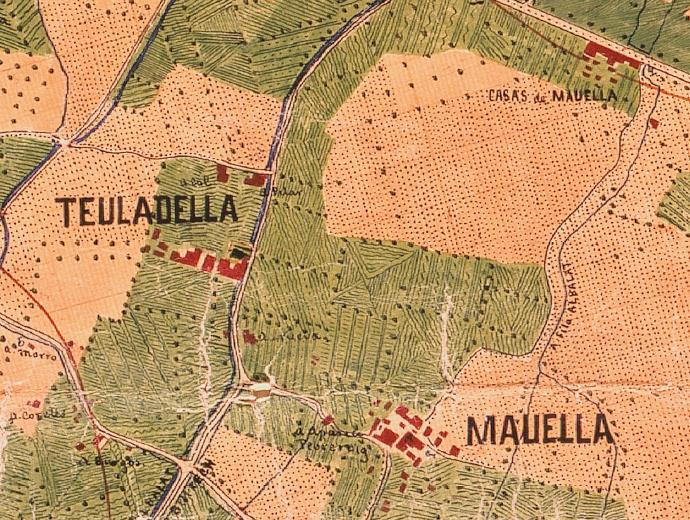
Plànol de 1883 de Mauella i Teuladella.

El nou pla d'ordenació urbana de València proposat per l'equip de Rita Barberà (encara en debat) té previst l'edificació de 625 habitatges en aquesta pedania, tenint en compte que el 2008 el nombre d'habitants era de 60 persones. Allò pot significar multiplicar per trenta la població i canviar dramàticament el seu paisatge i forma de viure als pròxims anys. També afectarà lògicament els serveis i recursos dels municipis més pròxims, Albalat dels Sorells i Albuixec. Aquest darrer és unit amb Mauella a través de l'anomenat Barri del Forn, la qual cosa significa que tota la zona entre els dos és urbanitzada, si bé essencialment per cases i xalets.